# LaQuinton Ross
LaQuinton Damon Ross (Jackson, 18 novembre 1991) è un cestista statunitense che gioca nel ruolo di ala.

## Carriera

### High school
LaQuinton Ross frequenta la Murrah High School a Jackson, Mississippi per due anni, poi si trasferisce alla Life Center Academy di Burlington, New Jersey dove tiene una media di 25,3 punti e 11,3 rimbalzi nell'anno da senior.

### College
Dopo l'high school ha frequentato l'Ohio State University. L'entrata al college è stata posticipata all'11 dicembre 2011 a causa di un'investigazione dell'NCAA sulla sua eleggibilità. Il 22 dicembre esordisce segnando 5 punti contro Miami University. Dopo la stagione da freshman, Ross gioca tutte le 37 partite della stagione 2012-2013. Durante il Torneo NCAA 2013, Ross segna la tripla vincente che fa avanzare Ohio State all'Elite Eight. Nel torneo successivo Ross segna 19 punti in 22 minuti nella sconfitta per 70-66 contro i Wichita State Shockers. Nella stagione da senior, Ross totalizza 15,2 punti, 5,9 rimbalzi e una percentuale di 44,7 di realizzazione dal campo.

### Carriera professionistica
Dopo non essere stato scelto al Draft NBA 2014, Ross gioca l'NBA Summer League 2014 con i Los Angeles Lakers.
Il 9 agosto 2014 firma un contratto annuale con la Vuelle Pesaro. Conclude il campionato con 17,1 punti di media, contribuendo così alla salvezza di Pesaro.
Il 27 luglio 2015 firma un contratto di un anno con la Pallacanestro Cantù.
Il 5 gennaio 2016 lascia la Pallacanestro Cantù per continuare la stagione con l' Hapoel Eilat.
Il 4 gennaio 2017 si accorda fino al termine della stagione con il JDA Dijon.
Il 4 agosto 2022 fa ritorno nel campionato italiano, dopo oltre sei anni, firmando per la Pallacanestro Mantovana società di Serie A2.

## Palmarès
- Third-team All-Big Ten (2014)